# علی‌اصغر گرجی‌زاده
علی‌اصغر گرجی‌زاده (زاده ۱۳۴۲ اندیمشک) سرتیپ سپاه پاسداران انقلاب اسلامی است، که هم‌اکنون به‌عنوان مشاور حقوقی رئیس بنیاد شهید و امور ایثارگران فعالیت می‌کند و از اعضای هیئت علمی دانشگاه امام حسین می‌باشد. وی در فاصله سال‌های ۱۳۹۳ تا ۱۳۹۶ فرماندهی حفاظت سپاه پاسداران را برعهده داشت.
گرجی‌زاده در سال ۱۳۶۰ به عضویت سپاه پاسداران درآمد و در خلال جنگ ایران و عراق از ۱۳۶۲ تا ۱۳۶۳ رئیس حفاظت اطلاعات لشکر ۷ ولی‌عصر بود و از ۱۳۶۴ تا ۱۳۶۷ ریاست ستاد سپاه ششم را برعهده داشت. وی در تیرماه سال ۱۳۶۷ پس از سقوط جزیره مجنون، در جایگاه رئیس ستاد سپاه ششم نیروی زمینی سپاه پاسداران به اسارت نیروی زمینی عراق درآمد و تا سال ۱۳۶۹ در زندان الرشید در اسارت باقی ماند.
او از ۱۳۸۲ تا ۱۳۸۷ وابسته نظامی سفارت ایران در سوریه بود، در فاصله سالهای ۱۳۸۷ تا ۱۳۹۳ فرماندهی سپاه حفاظت هواپیمایی را برعهده داشت و از ۱۳۹۳ تا ۱۳۹۶ فرمانده حفاظت سپاه پاسداران بود و با حفظ سمت به‌عنوان فرمانده سپاه حفاظت انصارالمهدی نیز فعالیت می‌کرد. گرجی‌زاده در سال ۱۳۹۳ درجه سرتیپی دریافت کرد. خاطرات اسارت وی در قالب کتابی تحت عنوان زندان الرشید در سال ۱۳۹۲ منتشر گردید.